# Stellaria bistyla
Stellaria bistyla är en nejlikväxtart som beskrevs av Yi Zhi Zhao. Stellaria bistyla ingår i släktet stjärnblommor, och familjen nejlikväxter. Inga underarter finns listade i Catalogue of Life.